# أختام إلغاء البريد المشفرة
أختام الإلغاء البريدية المشفرة هي نوع من الأختام البريدية التي تحتوي على رمز محو برقم أو حرف أو أحرف، أو مزيج منها، لتحديد مكتب البريد الأصلي. بدأ استخدامها في المملكة المتحدة لبريطانيا العظمى وأيرلندا عام 1843، بعد ثلاث سنوات من إصدار أول طابع بريدي. انتشرت هذه الطابعات طوال القرن التاسع عشر، لكن قلّما بقيت قيد الاستخدام حتى القرن العشرين.

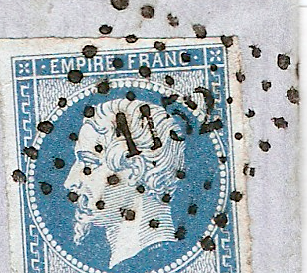
تفاصيل طابع بريد فرنسي من عام 1854 تم إلغاؤه برقم "مشفر صغير" 1152. تم تخصيص هذا الرقم لدونكيرك

بدأت ممارسة إلغاء الطابع البريدي الموجود على الرسالة باستخدام جهاز لمنع إعادة الاستخدام ووضع طابع بريدي مؤرخ إلى جانب الرسالة أو على ظهرها، بما في ذلك اسم مكتب البريد، في عام 1840 عندما ظهرت طوابع البريد في المملكة المتحدة.

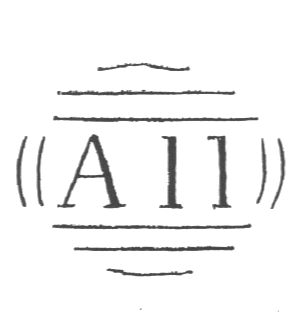
إلغاء مشفر "A11" في كاستريس، سانت لوسيا من عام 1858

سرعان ما تطورت في العديد من البلدان أنظمةٌ مختلفةٌ تحمل فيها أداة المحو والإلغاء رمزًا يُحدد مكتب البريد الأصلي. كانت معظم هذهِ الرموز مُحاطةً بتصميم من النقاط أو الأشعة أو الأشرطة أو الدوائر المتحدة المركز أو الأشكال البيضاوية لضمان إلغاء الطابع بفعالية. تُعرف التصميمات المُماثلة التي لا تحتوي على رمز مُحاط باسم أدوات المحو الصامتة. لاحقًا، شاع استخدام أداة المحو المزدوجة، التي تحمل ختم التاريخ على اليسار وأداة المحو على اليمين. استُخدمت أدوات المحو المُشفرة طوال القرن التاسع عشر، لكن القليل منها استمر حتى القرن العشرين.
يجمع هواة جمع الطوابع أدوات المحو المُشفرة، ويمكن أن تُباع نماذج نادرة منها بأسعار مرتفعة.
تشمل الإدارات البريدية التي تستخدم أجهزة المحو المشفرة الدول التالية:

## المملكة المتحدة ومستعمراتها

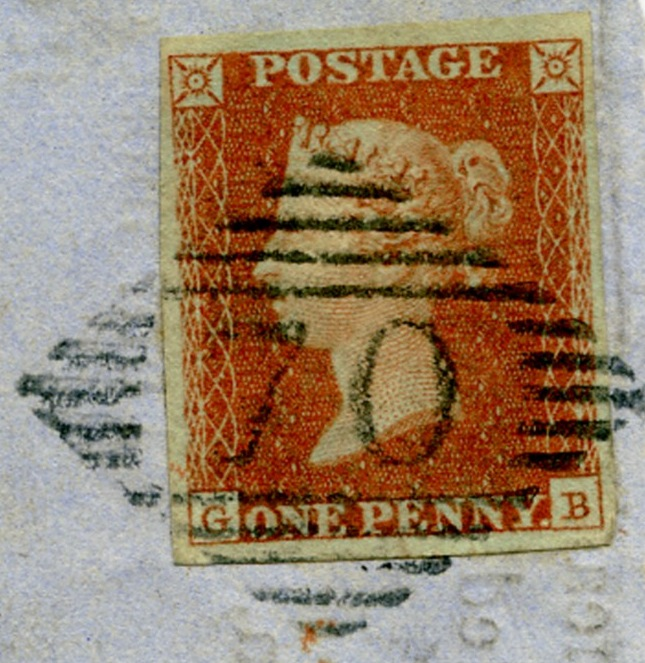
طابع بيني ريد مع ختم بريدي مشفر برقم "70" من رمز داخل الإلغاء على شكل الماسة كما هو مستخدم في بريد أيرلندا

كانت أولى رموز المحو المُرمَّزة أرقامًا ضمن تصميم صليب مالطي استُخدم في مركز بريد لندن منذ عام 1843. وبدءًا من عام 1844، طُرِحت تصاميم مُضلَّعة مميزة ومختلفة لإنجلترا واسكتلندا وأيرلندا. كانت أرقام إنجلترا وويلز ضمن دائرة من الأشرطة، بينما استخدمت اسكتلندا شكلًا مستطيلًا، والرموز الأيرلندية ضمن مُعيَّن مُضلَّع.: 10 و102 و114-115  كما استُخدمت رموز المناطق البريدية في لندن، مثل W21.

### مكاتب البريد البريطانية في الخارج

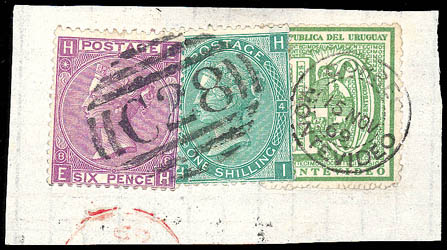
طوابع بريد بريطانية تحمل ختم "C28" لمدينة مونتيفيديو، الأوروغواي

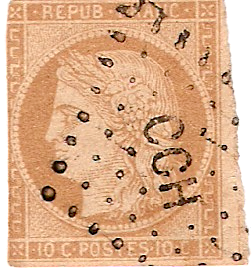
طابع بريد المستعمرات الفرنسية 1971 CCH

استعملت الأختام المشفرة في العديد من مكاتب البريد البريطانية العاملة في الدول الأجنبية (خاصة في أمريكا الوسطى والجنوبية والإمبراطورية العثمانية) باستخدام الطوابع البريطانية. وتشمل هذه:
- الأرجنتين: "B32" (بوينس آيرس)
- بوليفيا: "C39" (كوبيجا)
- البرازيل: "C81" (باهيا)، و"C82" (بيرنامبوكو)، و"C83" (ريو دي جانيرو)
- تشيلي: "C30" (فالبارايسو)، "C37" (كالديرا)، و"C40" (كوكيمبو)
- كولومبيا: "C35" (بنما)، و"C56" أو "C65" (قرطاجة)، و"C62" (سانتا مارثا)، و"E88" (القولون)، و"F69" (سافانيلا)
- كوبا: "C58" (هافانا) و"C88" (سانت جاغو دي كوبا)
- جزر الهند الغربية الدنماركية: "C51" أو "D26" (سانت توماس)
- جمهورية الدومينيكان: "C86" (بورتو بلاتا) و "C87" (سانتو صنداي)
- الإكوادور: "C41" (غواياكيل)
- فرناندو بو: "247" (فرناندو بو)
- هايتي: "C59" (جاكميل) و"E53" (بورت أو برنس)
- المكسيك: "C63" (تامبيكو)
- نيكاراغوا: "C57" (جريتاون)
- الإمبراطورية العثمانية: "G06" (بيروت)، "C" (القسطنطينية)، "F87" (أزمير) و"S" (إسطنبول)
- البيرو: "C36" (أريكا)، و"C38" (كالاو)، و"D87" (إيكيكي)، و"C42" (إيسلاي)، و"C43" (بايتا)، و"D65" (بيساجوا)، و"D74" (جزر بيسكو وتشينشا)
- بورتوريكو: "F84" (أجواديلا)، و"F83" (أرويو)، و"F85" (ماياجويز)، و"582" (ناغوابو)، و"F88" (بونس)، و"C61" (سان خوان)
- الأوروغواي: "C28" (مونتفيديو)
- فنزويلا: "D22" (سيوداد بوليفار) و"C60" (لا غويرا)

### أنتيغوا
استخدمت أنتيغوا أختام البريد ذات الشريطين "A02" (سانت جونز) و"A18" (ميناء إنجلش)، والتي كانت في الأصل على طوابع بريطانيا العظمى.

### المستعمرات الأسترالية

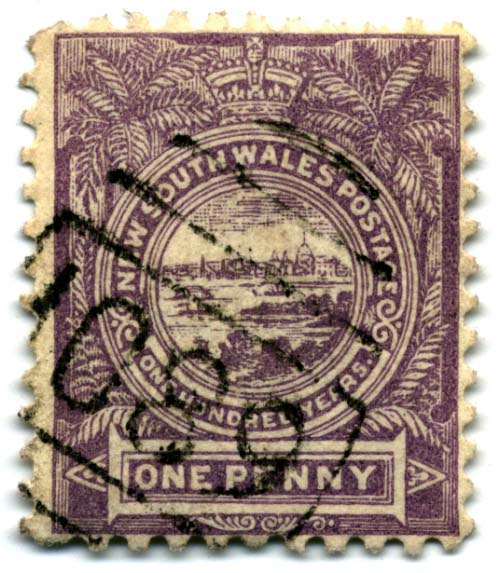
طابع بريدي من نيو ساوث ويلز يحمل ختم "1089"

قبل الاتحاد، كانت جميع المستعمرات الأسترالية تستخدم أدوات المحو والإلغاء المشفرة:
- استخدمت نيو ساوث ويلز الأرقام حتى "2094" في عدد من الأنواع، بينما استخدمت LHI لجزيرة لورد هاو.
- استخدمت كوينزلاند الأرقام حتى "747" و"BNG" على الطوابع المستخدمة في بابوا.
- استخدمت جنوب أستراليا الأرقام حتى "313".
- استخدمت تسمانيا الأرقام داخل الأشرطة حتى "390".
- استخدمت جزيرة نورفولك الرقم "72" عندما كانت جزءًا من تسمانيا.
- استخدمت فيكتوريا الأرقام، داخل أدوات مختلفة، حتى "2100". وتضمنت الأنواع السابقة الحرف "V".
- استخدمت غرب أستراليا الأرقام حتى "36" ورموزًا حرفية مثل "GT" لجيرالدتون.

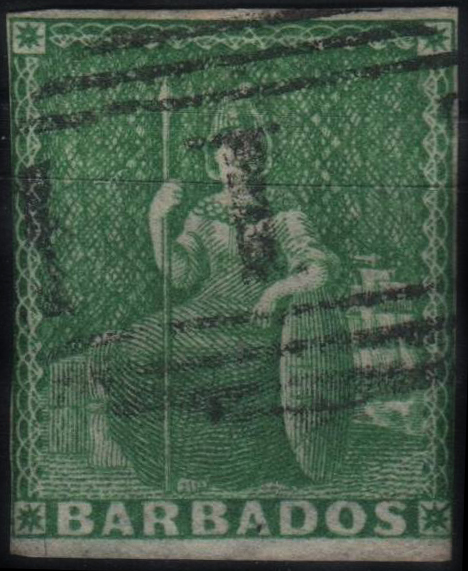
طابع بريد من بربادوس يحمل ختمًا بريديًا برقم "1"

### البهاما
استخدمت جزر البهاما الأختام البريدية ذات الشريط "A05" (ناساو)، والتي كانت موجودة في الأصل على طوابع بريطانيا العظمى.

### غيانا البريطانية
استخدمت غيانا البريطانية ختم إلغاء الطوابع المضلع "A03" (جورج تاون) و"A04" (نيو أمستردام)، والذي كانت موجودة في الأصل على طوابع بريطانيا العظمى.

### هندوراس البريطانية
استخدمت هندوراس البريطانية ختمًا محفورًا عليه علامة "A06" (مدينة بليز)، والذي كان موجودًا في الأصل على طوابع بريطانيا العظمى.

### جزر العذراء البريطانية
استخدمت جزر العذراء البريطانية ختمًا محفورًا عليهِ علامة "A13" (تورتولا)، والذي كان موجودًا في الأصل على طوابع بريطانيا العظمى.

### كندا
استخدمت كندا ومقاطعات نيوفاوندلاند وجزيرة الأمير إدوارد وكولومبيا البريطانية أجهزة مسح رقمية.

### قبرص
استخدمت قبرص الأختام البريدية ذات العلامات "982" (الماغوصة)، "974" (غرنة)، "942" (لارنكا)، "975" (اللمسون)، "969" (نيقوسيا)، "981" (بافوس)، "D48" (معسكر المقر الرئيسي، نيقوسيا) و"D47" (معسكر بوليميديا، ليماسول)، والتي كانت موجودة في الأصل على طوابع بريطانيا العظمى.

### دومينيكا
استخدمت دومينيكا ختمًا محفورًا عليه علامة "A07" (روسو)، والذي كان موجودًا في الأصل على طوابع بريطانيا العظمى.

### مصر
استخدمت مصر ختمًا محفورًا عليهِ علامة "B01" (الإسكندرية) أو "B02" (السويس)، وكان هذا الختم موجودًا في الأصل على طوابع بريطانيا العظمى.

### جبل طارق
استخدمت جبل طارق الأحرف الممحاة "G" و"A26"، والتي كانت موجودة في الأصل على طوابع بريطانيا العظمى.

### غرينادا
استخدمت غرينادا ختمًا محفورًا عليهِ علامة "A15" (سانت جورجز)، والذي كان موجودًا في الأصل على طوابع بريطانيا العظمى.

### هونغ كونغ
استخدمت هونغ كونغ أختام بريدية مسننة "B62"، بالإضافة إلى أداة "62B" الإضافية. أما موانئ المعاهدات في الصين واليابان، حيث استخدم المسؤولون والقنصليات البريطانية أختام هونغ كونغ، بصفتها مكاتب بريد محلية للتجار العاملين في الصين، فقد صدرت لها أختام بريدية مسننة خاصة بها.

### الصين
- أموي 1844 "A1" (1866–85) و"D27" (1876–85)
- كانتون 1844 "C1" (1866–85)
- فوتشو 1844 "F1" (1866–85)
- هانكو 1872 "D29" (1879–85)
- كيونغتشو (هوهو) 1873 "D28" (1876–85)
- نينغبو 1844 "N1" (1866–85)
- شنغهاي 1844 "S1" (1866–85)
- سواتو 1861 "S2" (1866–85)

### اليابان
- كوبه 1869 "D30" (1876–79)
- ناغاساكي 1860 "N2" (1866–79)
- يوكوهاما 1859 "Y1" (1867–79)

### جامايكا
استخدمت جامايكا الرمز الممسوح "A01" للعاصمة كينغستون، والذي كان يُستخدم في الأصل على طوابع بريطانيا العظمى. أما الرموز الممسوحة من "A27" إلى "A78" فقد استُخدمت في مكاتب بريد محلية مختلفة، وكانت تُستخدم أيضًا في الأصل على الطوابع البريطانية.

### مالطا
استخدمت مالطا أختام المحو "M" و"A25" (كلاهما من فاليتا)، في البداية على الطوابع البريطانية، ثم المالطية لاحقًا.
تم إدخال ختم البريد "M" عام 1857 وظل قيد الاستخدام حتى عام 1860. لا يوجد هذا الحذف والإلغاء إلا على الطوابع البريطانية والطبعة الأولى لأول طابع مالطي، وهو طابع نصف بنس أصفر.
تم إدخال ختم "A25" عام 1859 وظل قيد الاستخدام حتى عام 1904. هناك عدة أنواع مختلفة من هذا الحذف نظرًا لاستخدامه لفترة طويلة. توجد أختام "A25" بشكل رئيسي على الطوابع البريطانية والمالطية، وكذلك على بعض الطوابع الأجنبية بسبب البريد البحري.

### موريشيوس
استخدمت موريشيوس في البداية رمز "B53" المائل، ثم استخدمت لاحقًا رموزًا أخرى تحمل البادئة "B" وأرقامًا مائلة.

### مونتسرات
استخدمت مونتسيرات ختم إلغاء الطوابع المضلع "A08" (بليموث)، والذي كان موجوداً في الأصل على طوابع بريطانيا العظمى.

### نيفيس
استخدمت نيفيس ختمًا محفورًا يحمل اسم "A09" (شارلستون)، والذي كان موجودًا في الأصل على طوابع بريطانيا العظمى.

### سانت كيتس ونيفيس
استخدم سانت كيتس ونيفيس ختم إلغاء الطوابع المضلعة "A12" (باسيتير)، والذي كانت موجوداً في الأصل على طوابع بريطانيا العظمى.

### سانت لوسيا
استخدمت سانت لوسيا ختمًا محفورًا عليهِ رقم "A11" (كاستريس)، والذي كان موجودًا في الأصل على طوابع بريطانيا العظمى.

### سانت فينسنت
استخدمت سانت فينسنت ختمًا محفورًا عليهِ علامة "A10" (كينغستاون)، والذي كان موجودًا في الأصل على طوابع بريطانيا العظمى.

### سيشل
استخدمت سيشل ختمًا محفورًا يحمل الرقم "B64"، والذي كان موجودًا في الأصل على طوابع موريشيوس.

### المستعمرات في جنوب أفريقيا
استخدمت شركة جنوب أفريقيا البريطانية، ورأس الرجاء الصالح، وناتال، وولاية أورانج الحرة، وترانسفال، آلات أختام إلغاء رقمية.

### ترينيداد وتوباغو
استخدمت ترينيداد وتوباغو ختمًا محفورًا عليه "A14" (سكاربوروغ)، والذي كان موجودًا في الأصل على طوابع بريطانيا العظمى.

## الدنمارك

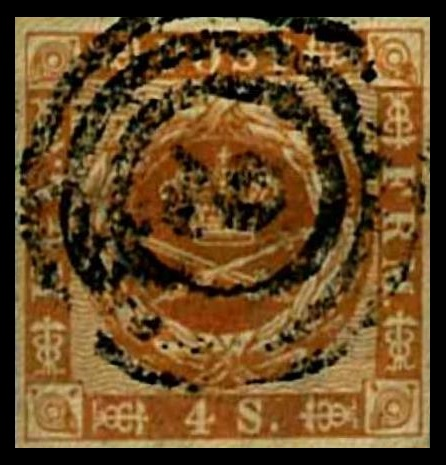
طابع بريدي دنماركي يحمل ختم إلغاء برقم "2"

استخدمت الدنمارك سلسلة من الأرقام (حتى 286) ضمن ثلاث دوائر متحدة المركز. واستُخدمت بعض أجهزة المحو المزدوجة، وسُحبت جميعها عام 1873.

## فرنسا

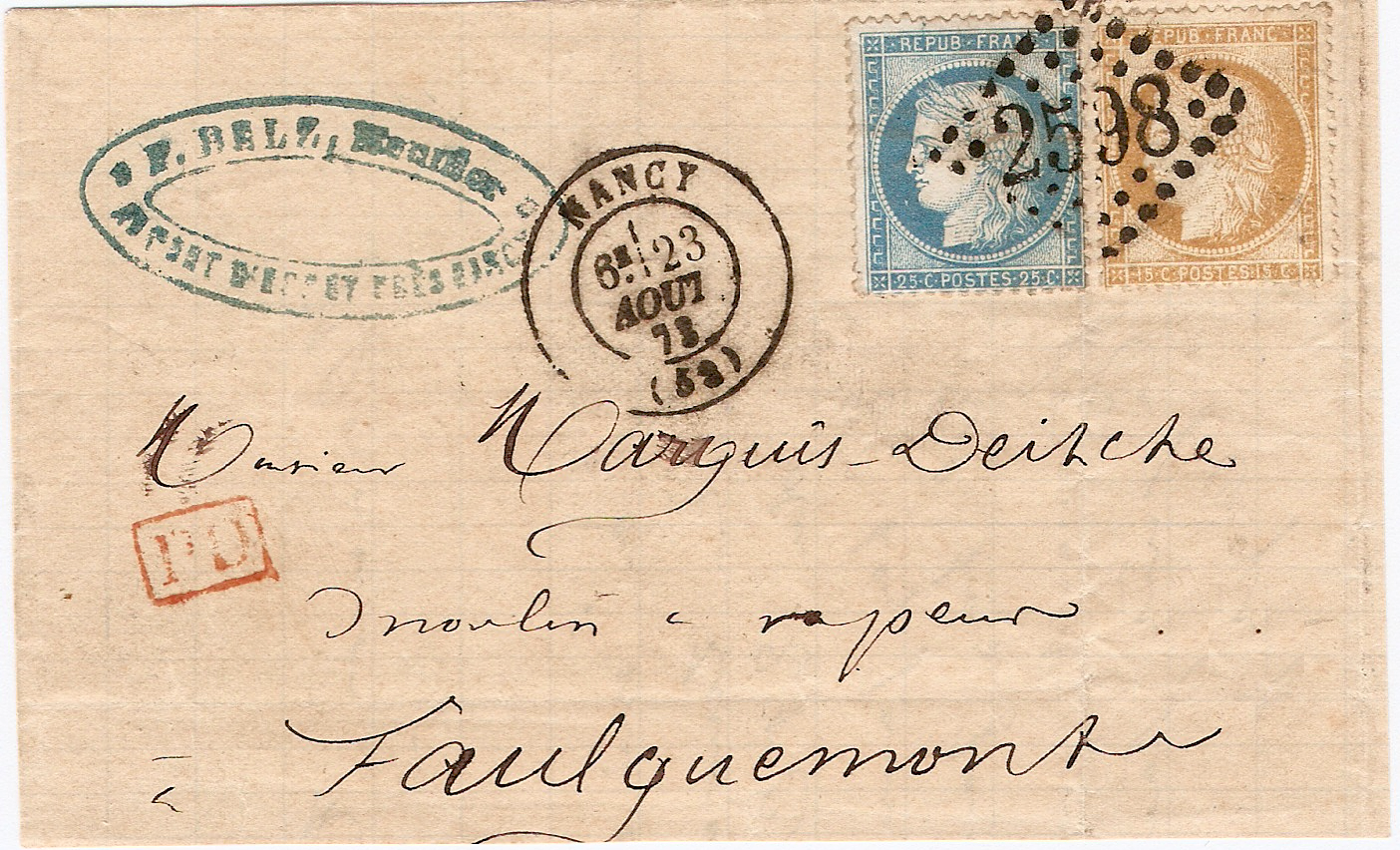
رسالة من فرنسا من بلدية نانسي عام 1873 إلى فولك مونت (لورين الألمانية)، مختومة بالسعر الدولي "رسوم البريد المدفوعة إلى الوجهة" (PD) بواسطة طابعين من عام 1871 (15 سنتًا و25 سنتًا أزرق)، ومختومة بختم بريد كبير رقم 2598

كان جهاز الإلغاء للطوابع في فرنسا عبارة عن شبكة من النقاط على شكل ماسة أو شبه منحرف، يبلغ طول كل جانب منها حوالي 20 مليمترًا (0.75 بوصة)، وفي مركزها مجموعة من الأرقام. يتكون الرقم من رقم واحد إلى أربعة أرقام، وكل ختم خاص بمكتب البريد الذي استعملهُ. لهذا السبب، يُطلق هواة جمع الطوابع أحيانًا على هذه الأرقام اسم "أرقام المدينة".
استُخدم نوعان رئيسيان من بطاقات لوسانج: "لوسانج أ بيتيت شيفر" (أرقام صغيرة) من عام 1852 إلى عام 1862، و"لوسانج أ غروس شيفر" (أرقام كبيرة) من عام 1862 إلى عام 1876. يعتمد التمييز بينهما بشكل كبير على حجم الأرقام وحجم النقاط في النقش. تكون النقاط أصغر بشكل ملحوظ في "لوسانج أ بيتيت شيفر"، ويبلغ ارتفاع أرقامها حوالي 4 ملليمترات. أرقام المدن موثقة بين 1 و4494. تشير أرقام المدن من 3704 إلى 4018 و4222 إلى استخدامها في مكتب بريد فرنسي بالخارج.
لقد كانت أرقام "losange à gros chiffres" أكبر بمرتين، إذ بلغ ارتفاعها حوالي 8 ملليمترات. ولأن حجمها الإجمالي ظل كما هو، فقد كان رقم المدينة هو الجزء الأكبر من الختم. ازدادت قائمة الأرقام المستخدمة مع افتتاح مكاتب بريد جديدة، حيث وصلت الأرقام المعروفة إلى 6449. أرقام المدينة 2387، ومن 5079 إلى 5156، كانت مخصصة لمكاتب البريد الفرنسية خارج فرنسا القارية.

## الولايات الألمانية

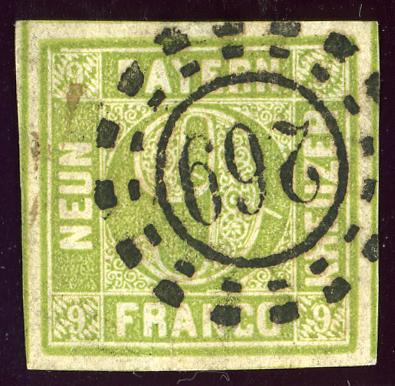
طابع بريد بافاري يحمل ختم "269" من لاندسهوت

قبل توحيد الألمانيتان، كانت العديد من الولايات الألمانية تستخدم أرقامًا محذوفة:
- استخدمت بادن الأرقام حتى 177.
- استخدمت بافاريا الأرقام حتى 920.
- استخدمت برونزويك الأرقام حتى 50.
- استخدمت بروسيا الأرقام حتى 1987.
- استخدمت ساكسونيا الأرقام حتى 220.
- استخدمت شليسفيغ الأرقام حتى 42.
- استخدمت تورن وتاكسيس الأرقام حتى 424.

## اليونان

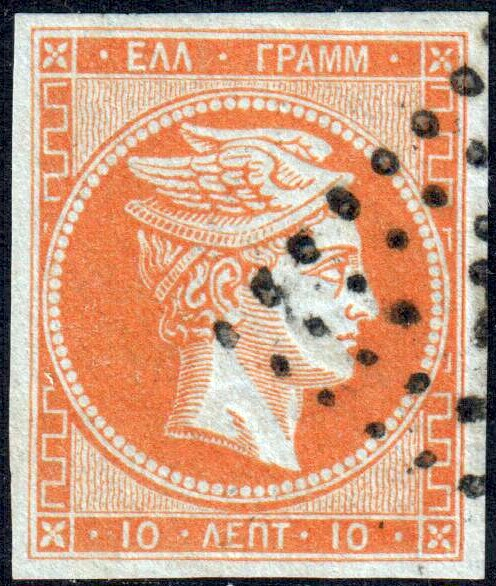
طابع رأس هيرمس كبير، طبعة أثينا عام 1862، ملغى بختم معيني منقط.

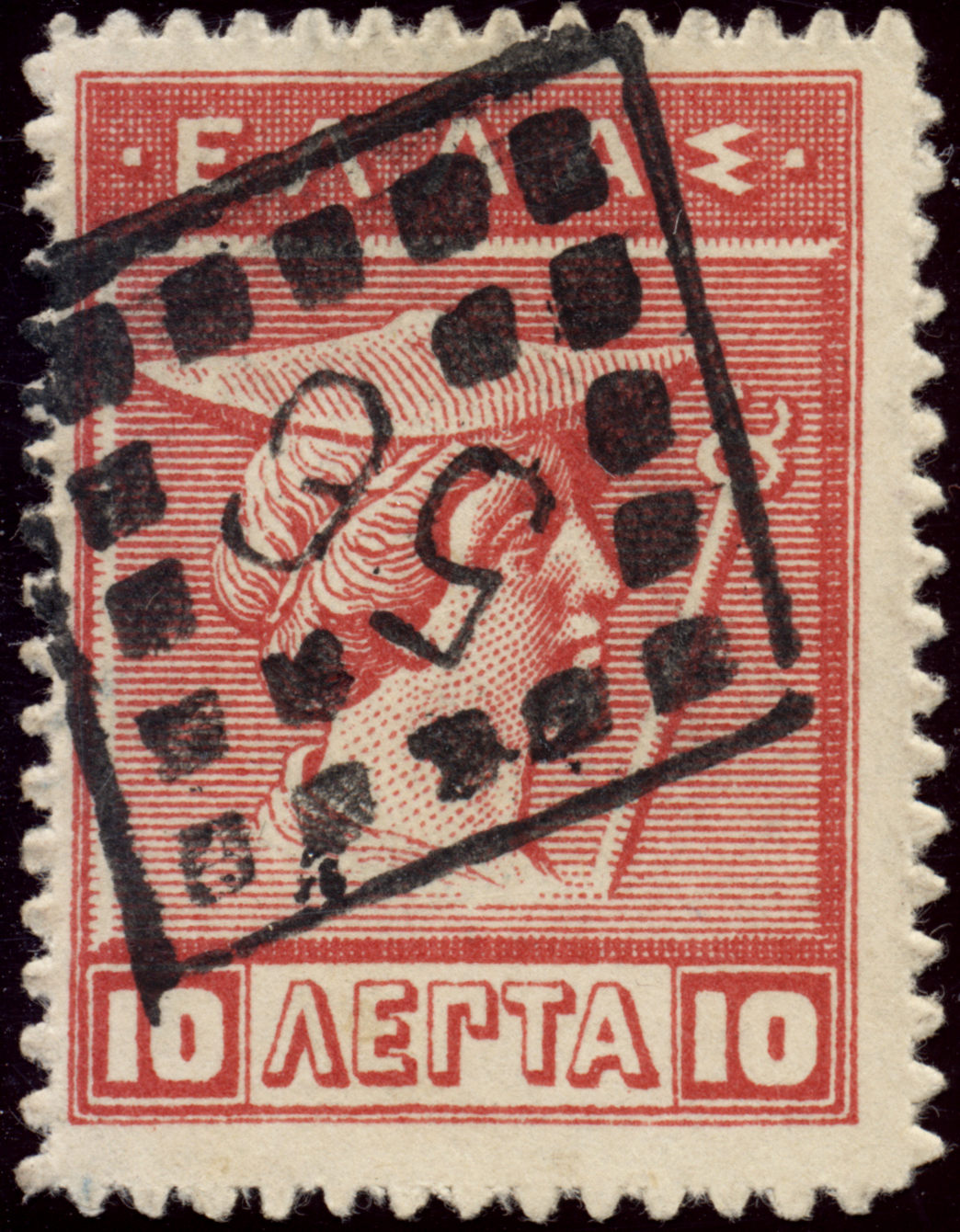
طابع بريدي يوناني يعود لعام 1913، ملغى بواسطة ختم معيني لساعي البريد الريفي.

أدخل مكتب البريد اليوناني أختام بريد رقمية في أكتوبر 1861، مع ظهور أول طوابع بريدية. كانت هذه الأختام على شكل معين (ماسي) يحمل رقم مكتب البريد في المنتصف. في منشورات هواة جمع الطوابع، تُصنف هذهِ الأختام ضمن طوابع البريد الكلاسيكية من النوع الأول. يوجد ما مجموعه 150 رقمًا مختلفًا. سُحبت طوابع النوع الأول في يناير 1881، لذا فهي لا تُوجد إلا على طوابع هيرمس الكبيرة وفي أول إصدارين من طوابع البريد المستحقة (1875-1876) في تلك الفترة.
بعد تأسيس خدمة البريد الريفية (1909)، زُوّد سعاة البريد الريفيون في البداية بأختام بريد ماسية بدون تاريخ وتحمل رقم الخدمة. استُبدلت هذهِ الأختام لاحقًا بأختام بريدية مؤرخة تحمل رقم الخدمة وبوق بريدي صغير في الأسفل. استُخدمت أختام البريد المشفرة الأصلية حتى عام 1939 على الأقل.

## كريت

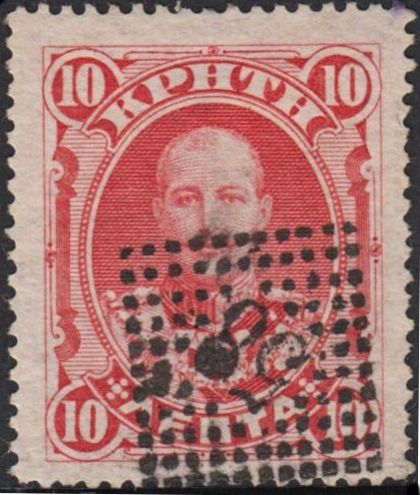
طابع بريد من جزيرة كريت (1900) ملغى بختم منقط معيني الشكل برقم "58".

زوّد مكتب بريد دولة كريت كل ساعي بريد ريفي بختم بريد مُرمّز رقميًا. كانت هذه الطوابع على شكل ماسة، واستُخدمت من عام 1900 إلى عام 1907 لإلغاء الطوابع على الرسائل التي يجمعها ساعي البريد. يُميّز الأدب الطوابعي أربعة أنواع من طوابع البريد بناءً على عدد النقاط في كل جانب (11، 12، 13، أو 18).

## هولندا

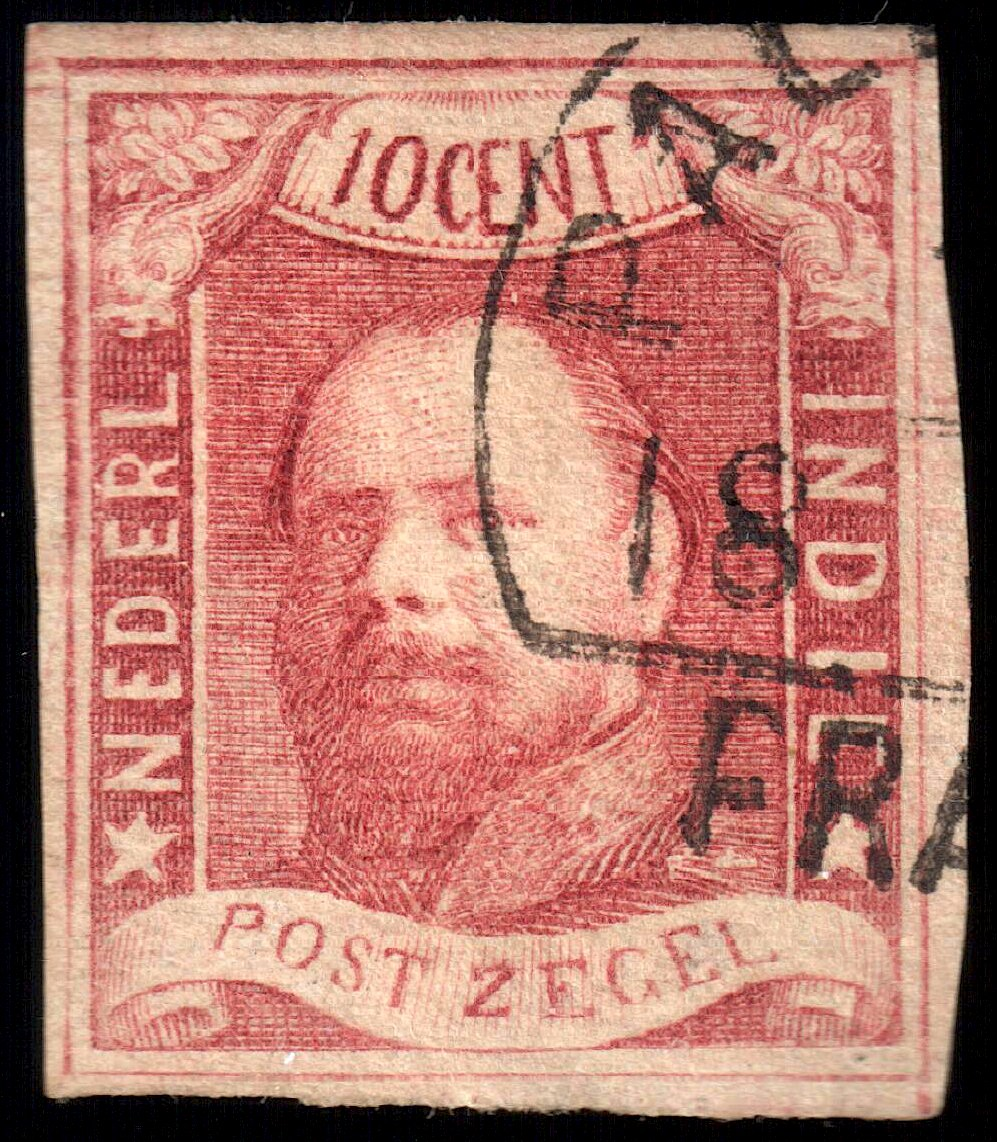
جزر الهند الشرقية الهولندية، طابع بريد مختوم بختم ذو رقم 1864

استخدمت هولندا ومستعمراتها كوراساو وسورينام والهند الشرقية الهولندية سلسلة أرقام في أختام الإلغاء للطوابع.

## فنزويلا
استخدمت فنزويلا سلسلة من الأرقام المنقطة في أختام الإلغاء للبريد.